# Großer Preis der Schweiz 1937

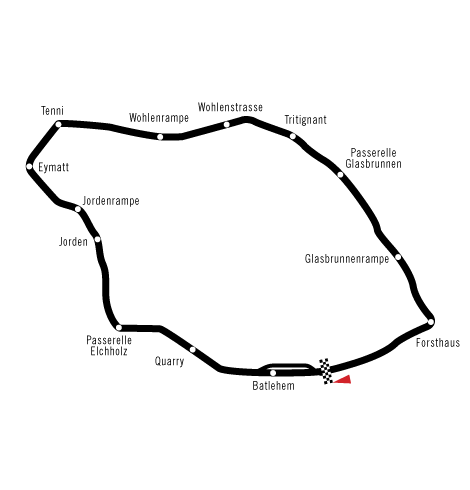
Die Bremgarten-Rundstrecke in ihrer befahrenen Version

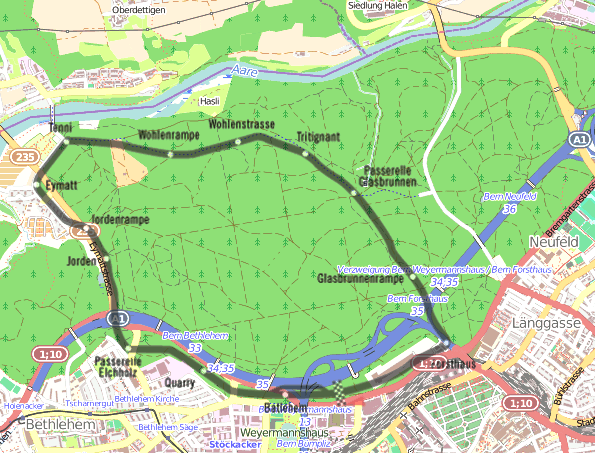
Lage im Stadtgebiet

Der IV. Große Preis der Schweiz fand am 22. August 1937 auf der Bremgarten-Rundstrecke in Bremgarten bei Bern statt. Als Grande Épreuve zählte er zur Grand-Prix-Europameisterschaft 1937, wurde aber abweichend zu den Bestimmungen der Internationalen Grand-Prix-Formel (Rennwagen bis maximal 750 kg Leergewicht; 85 cm Mindestbreite; Renndistanz mindestens 500 km) lediglich über 50 Runden à 7,280 km ausgetragen, was einer Gesamtdistanz von 364,0 km entspricht.
Sieger wurde Rudolf Caracciola auf Mercedes-Benz W 125, der damit zusammen mit Hermann Lang und Manfred von Brauchitsch einen Dreifachsieg für Mercedes-Benz erzielte.

## Rennen
Die Sensation von Bern war ohne Zweifel das Erscheinen des großen Tazio Nuvolari am Steuer eines Rennwagens der Auto Union. Eigentlich bei der Scuderia Ferrari, der offiziellen Werksmannschaft von Alfa Romeo, unter Vertrag, hatte man dort das neue Grand-Prix-Modell Alfa Romeo 12C-37 nach dem desaströsen Debüt bei der Coppa Acerbo in Pescara umgehend wieder zurückgezogen. Nach dieser Enttäuschung nutzte der Italiener das Angebot, bei diesem Rennen für die Auto Union anzutreten, wo bis dahin die gesamte Verantwortung praktisch allein auf den Schultern von Publikumsliebling Bernd Rosemeyer gelegen hatte. Allerdings war für Nuvolari kaum Zeit geblieben, sich mit dem Fahrverhalten des für ihn ungewohnten Heckmotorrennwagens anzufreunden, so dass er im Rennen dann nur eine recht untergeordnete Rolle spielen konnte. Mit den beiden erfahrenen Grand-Prix-Haudegen Luigi Fagioli und Hans Stuck auf zwei weiteren Auto Union "Typ C" war das Team nominell so stark besetzt wie noch nie zuvor. Allerdings litt Fagioli bereits die gesamte Saison hindurch an starkem Rheumatismus, weswegen er bereits einige Rennen hatte auslassen müssen, und auch Stuck hatte den Zenit seiner Karriere nach Ansicht des Teams bereits überschritten.
Die Favoritenrolle wurde daher weiterhin der Mercdes-Benz-Mannschaft zuteil, wo mit dem Mercedes-Benz W 125 der mit Abstand stärkste Grand-Prix-Rennwagen seiner Zeit zur Verfügung stand und die drei Stammfahrer Rudolf Caracciola, Manfred von Brauchitsch und Hermann Lang alle in dieser Saison bereits erfolgreich gewesen waren. Von Brauchitsch führte dementsprechend auch die Europameisterschaftswertung mit einigem Vorsprung auf Caracciola an – der das Auftaktrennen zum Großen Preis von Belgien ausgelassen hatte, um beim Vanderbilt Cup in New York teilzunehmen – während Lang bei den nicht zur Meisterschaft gewerteten Rennen von Tripoli und auf der Avus erfolgreich gewesen war. Als Folge davon herrschte zwischen den drei Fahrern eine starke Konkurrenzsituation, in der vor allem der neu in die Stammbesetzung aufgerückte Lang von den beiden etablierten Teamkollegen als Störfaktor angesehen wurde und sie für sich das Recht forderten, Vorrang bei der Auswahl des Materials zu bekommen. In Bern litt Lang zudem noch an den Folgen einer Infektion, so dass er im Training nur wenige Runden drehen konnte, entschied sich aber trotzdem für die Teilnahme am Rennen. Ein viertes Auto wurde schließlich auch noch für den Nachwuchsfahrer Christian Kautz gemeldet.
Nach dem Absprung von Nuvolari war die bei Alfa Romeo verbliebene Rumpfmannschaft aus Giuseppe Farina und Raymond Sommer, die wieder mit dem alten Typ Alfa Romeo 12C-36 vorlieb nehmen mussten, gegen die übermächtige Phalanx der deutschen Silberpfeile dagegen praktisch chancenlos. Noch geringere Erfolgsaussichten besaß nur noch die Riege der Privatfahrer, unter denen lediglich der Schweizer Hans Ruesch mit seinem Alfa Romeo 8C-35 Tipo C und der vormalige Auto-Union-Reservefahrer Paul Pietsch mit seinem Maserati 6C-34 als einigermaßen modern zu bezeichnende Fahrzeuge besaßen.
Am Renntag war die Strecke von einem Regenschauer durchnässt, als sich Stuck aus seiner Position in der ersten Startreihe heraus in die erste Runde katapultierte und aus dieser mit seinem Auto Union vor Caracciola (Mercedes), Rosemeyer (Auto Union) sowie Lang und von Brauchitsch (beide Mercedes) als Führender wieder zurück zu Start und Ziel kam. Rosemeyer kam in der zweiten Runde mit blockierender Bremse von der Strecke ab und konnte nur mit Hilfe einiger Zuschauer aus dem weichen Boden wieder befreit werden. Um der dadurch unumgänglichen Disqualifikation zuvorzukommen, steuerte Rosemeyer daraufhin direkt an die Box und gab das Rennen auf.
Bald geriet auch Stuck zunehmend unter Druck und wurde von Caracciola, Lang und von Brauchitsch nacheinander bis zur 15. Runde auf die vierte Position durchgereicht, während in der Zwischenzeit Rosemeyer das Auto Nuvolaris übernommen hatte, der mit dem ungewohnten Heckmotorrennwagen unter den nassen Streckenverhältnissen überhaupt nicht zurechtgekommen war. Später konnte dann Fagioli aufgrund seines Leidens nicht mehr weiterfahren, so dass Nuvolari in dessen Auto das Rennen noch einmal aufnehmen konnte, um am Ende damit einen wenig zufriedenstellenden siebten Platz zu erringen.
In der Zwischenzeit war Stuck anlässlich der zu Rennmitte fälligen Boxenstopps noch einmal an von Brauchitsch vorbei auf Rang drei gekommen, weil er – wie auch Caracciola – nach dem Auftanken auf das Wechseln der Reifen verzichtet hatte. Der Mercedes-Fahrer gab sich jedoch nicht geschlagen und nach rundenlangem Kampf konnte er acht Runden vor Schluss schließlich die alte Reihenfolge wieder herstellen, während an der Spitze Lang von der Box Anweisung bekam, seinen Angriff auf den führenden Caracciola einzustellen. So endete das Rennen mit einem weiteren Dreifacherfolg für Mercedes-Benz vor den beiden Auto Union von Stuck und Rosemeyer, der für seine Aufholjagd mit Nuolaris Auto noch mit dem fünften Platz belohnt wurde.

## Ergebnisse

### Meldeliste
| Team             | Nr. | Fahrer                  | Fahrer | Chassis                    | Motor                                    | Reifen |
| ---------------- | --- | ----------------------- | ------ | -------------------------- | ---------------------------------------- | ------ |
| Paul Pietsch     | 02  | Paul Pietsch            |        | Maserati 6C-34             | Maserati 3.7L I6 Kompressor              |        |
| Auto Union AG    | 04  | Luigi Fagioli a         |        | Auto Union C               | Auto Union 6.0L V16 Kompressor           | C      |
| Auto Union AG    | 06  | Tazio Nuvolari b        |        | Auto Union C               | Auto Union 6.0L V16 Kompressor           | C      |
| Auto Union AG    | 08  | Bernd Rosemeyer         |        | Auto Union C               | Auto Union 6.0L V16 Kompressor           | C      |
| Auto Union AG    | 10  | Hans Stuck              |        | Auto Union C               | Auto Union 6.0L V16 Kompressor           | C      |
| Daimler-Benz AG  | 12  | Manfred von Brauchitsch |        | Mercedes-Benz W 125        | Mercedes-Benz M 125 F 5.7L I8 Kompressor | C      |
| Daimler-Benz AG  | 14  | Rudolf Caracciola       |        | Mercedes-Benz W 125        | Mercedes-Benz M 125 F 5.7L I8 Kompressor | C      |
| Daimler-Benz AG  | 16  | Christian Kautz         |        | Mercedes-Benz W 125        | Mercedes-Benz M 125 F 5.7L I8 Kompressor | C      |
| Daimler-Benz AG  | 18  | Hermann Lang            |        | Mercedes-Benz W 125        | Mercedes-Benz M 125 F 5.7L I8 Kompressor | C      |
| Giovanni Minozzi | 20  | Giovanni Minozzi        |        | Alfa Romeo 8C 2300 „Monza“ | Alfa Romeo 2.3L I8 Kompressor            | P      |
| Scuderia Ferrari | 22  | Raymond Sommer          |        | Alfa Romeo 12C-36          | Alfa Romeo 4.1L V12 Kompressor           | E      |
| Scuderia Ferrari | 24  | Giuseppe Farina         |        | Alfa Romeo 12C-36          | Alfa Romeo 4.1L V12 Kompressor           | E      |
| Scuderia Sabauda | 26  | Luigi Soffietti         | DNA    | Maserati 8CM               | Maserati 3.0L I8 Kompressor              |        |
| Scuderia Sabauda | 28  | Edoardo Teagno          | DNS    | Maserati 8CM               | Maserati 3.0L I8 Kompressor              |        |
| Max Christen     | 30  | Max Christen            |        | Maserati Tipo 26B          | Maserati 2.0L I8                         |        |
| Henri Simonet    | 32  | Henri Simonet           |        | Alfa Romeo Tipo B/P3       | Alfa Romeo 2.9L I8 Kompressor            |        |
| Martin Walther   | 34  | Martin Walther          | DNA    | Bugatti T35B               | Bugatti 2.3L I8 Kompressor               |        |
| Ecurie Genevoise | 36  | Adolfo Mandirola        |        | Maserati 8CM               | Maserati 3.0L I8 Kompressor              |        |
| László Hartmann  | 38  | László Hartmann         |        | Maserati 6CM c             | Maserati 2.5L I4 Kompressor              |        |
| Hans Ruesch      | 40  | Hans Ruesch             |        | Alfa Romeo 8C-35           | Alfa Romeo 3.8L I8 Kompressor            |        |

### Qualifying
| Pos. | Fahrer                  | Konstrukteur  | Qualifikationstraining | Qualifikationstraining | Start |
| Pos. | Fahrer                  | Konstrukteur  | Zeit                   | Ø-Geschwindigkeit      | Start |
| ---- | ----------------------- | ------------- | ---------------------- | ---------------------- | ----- |
| 01   | Rudolf Caracciola       | Mercedes-Benz | 2:32,0 min             | 172,420 km/h           | 01    |
| 02   | Bernd Rosemeyer         | Auto Union    | 2:32,5 min             | 171,860 km/h           | 02    |
| 03   | Hans Stuck              | Auto Union    | 2:34,3 min             | 169,850 km/h           | 03    |
| 04   | Manfred von Brauchitsch | Mercedes-Benz | 2:36,3 min             | 167,780 km/h           | 04    |
| 05   | Hermann Lang            | Mercedes-Benz | 2:37,3 min             | 166,610 km/h           | 05    |
| 06   | Giuseppe Farina         | Alfa Romeo    | 2:42,8 min             | 160,980 km/h           | 06    |
| 07   | Tazio Nuvolari          | Auto Union    | 2:43,0 min             | 160,790 km/h           | 07    |
| 08   | Luigi Fagioli           | Auto Union    | 2:43,2 min             | 160,590 km/h           | 08    |
| 09   | Christian Kautz         | Mercedes-Benz | 2:44,3 min             | 159,510 km/h           | 09    |
| 10   | Raymond Sommer          | Alfa Romeo    | 2:44,4 min             | 159,420 km/h           | 10    |
| 11   | Hans Ruesch             | Alfa Romeo    | 2:53,0 min             | 151,490 km/h           | 11    |
| 12   | Paul Pietsch            | Maserati      | 3:08,4 min             | 139,110 km/h           | 12    |
| 13   | László Hartmann         | Maserati      | 3:12,5 min             | 136,510 km/h           | 13    |
| 14   | Giovanni Minozzi        | Alfa Romeo    | 3:37,1 min             | 120,720 km/h           | 14    |
| 15   | Adolfo Mandirola        | Maserati      | 4:05,6 min             | 106,710 km/h           | 17    |
| 16   | Max Christen            | Maserati      | keine Zeit             |                        | 15    |
| 17   | Henri Simonet           | Alfa Romeo    | keine Zeit             |                        | 16    |

### Rennergebnis
| Pos. | Fahrer                         | Konstrukteur  | Runden | Stopps | Zeit         | Start | Schnellste Runde | Ausfallgrund                               |
| ---- | ------------------------------ | ------------- | ------ | ------ | ------------ | ----- | ---------------- | ------------------------------------------ |
| 01   | Rudolf Caracciola              | Mercedes-Benz | 50     |        | 2:17:39,3 h  | 1     |                  |                                            |
| 02   | Hermann Lang                   | Mercedes-Benz | 50     |        | + 49,4 s     | 5     |                  |                                            |
| 03   | Manfred von Brauchitsch        | Mercedes-Benz | 50     |        | + 1:06,4 min | 4     |                  |                                            |
| 04   | Hans Stuck                     | Auto Union    | 50     |        | + 1:11,5 min | 3     |                  |                                            |
| 05   | Tazio Nuvolari Bernd Rosemeyer | Auto Union    | 50     |        | + 1:21,2 min | 7     | 2:36,1 min1      |                                            |
| 06   | Christian Kautz                | Mercedes-Benz | 49     |        | + 1 Runde    | 9     |                  |                                            |
| 07   | Luigi Fagioli Tazio Nuvolari   | Auto Union    | 49     |        | + 1 Runde    | 8     |                  |                                            |
| 08   | Raymond Sommer                 | Alfa Romeo    | 47     |        | + 3 Runden   | 10    |                  |                                            |
| 09   | László Hartmann                | Maserati      | 42     |        | + 8 Runden   | 13    |                  |                                            |
| 10   | Paul Pietsch                   | Maserati      | 41     |        | + 9 Runden   | 12    |                  |                                            |
| —    | Henri Simonet                  | Alfa Romeo    | 35     |        | DNF          | 16    |                  | Ausfall                                    |
| —    | Adolfo Mandirola               | Maserati      | 28     |        | DNF          | 17    |                  | technischer Defekt                         |
| —    | Giovanni Minozzi               | Alfa Romeo    | 26     |        | DNF          | 14    |                  | technischer Defekt                         |
| —    | Giuseppe Farina                | Alfa Romeo    | 22     |        | DNF          | 6     |                  | Achsbruch                                  |
| —    | Hans Ruesch                    | Alfa Romeo    | 8      |        | DNF          | 11    |                  | Riss im Zylinderblock                      |
| —    | Max Christen                   | Maserati      | 4      |        | DNF          | 15    |                  | technischer Defekt                         |
| —    | Bernd Rosemeyer                | Auto Union    | 1      |        | DNF          | 2     |                  | Aufgabe nach Inanspruchnahme fremder Hilfe |

1 Bernd Rosemeyer